# Troja
Troja (německy Troja) je bývalá vesnice a obec, nyní městská čtvrť a katastrální území Prahy. Katastrální území Troja má rozlohu 5,43 km2. Leží na pravém břehu řeky Vltavy a na přilehlém kopci (Bohnické plošině) na severu Prahy. Dolní část Troji v údolí Vltavy tvoří samosprávnou městskou část Praha-Troja a patří do obvodu Praha 7, horní část na Bohnické plošině patří k městské části Praha 8 a obvodu Praha 8.

## Území
V období protektorátu byla provedena radikální úprava hranice katastrálního území Troja, přičemž nejviditelněji byla změněna severní hranice katastru. Od správní reformy v roce 1949 je severní (horní) část Troji, dnes urbanisticky splývající s Bohnicemi a Kobylisy, součástí městského obvodu a později i městské části Praha 8. Jižní část, v údolí Vltavy, patří do městského obvodu Praha 7 a od 1. ledna 1992 tvoří samostatnou městskou část Praha-Troja. V 80. letech byla provedena úprava severní hranice katastrálního území Troja, která však již nebyla tak rozsáhlá jako změna hranice z doby protektorátu.
V dolní části Troji (v městské části Praha-Troja) se nachází Trojský zámek, Zoo Praha a Pražská botanická zahrada. Z Troji vede pěší Trojská lávka přes Vltavu na Císařský ostrov, odkud lze přejít i do Stromovky. Do horní části Troji (Praha 8) zasahuje jižní část sídliště Bohnice. V severní části Troji se nachází také přírodní památka Velká skála. Na vrcholu vinice nad Trojským zámkem stojí z dálky viditelná dominanta Troje – barokní kaple svaté Kláry.
Statisticky se území Troji dělí na 9 základních sídelních jednotek, z toho 4 v dolní části (Povltavský obvod, Trojský obvod, U Hrachovky-botanická zahrada a Zoologická zahrada) a 5 v horní části (Na Dlážděnce, Sídliště Bohnice-jihovýchod, Sídliště Bohnice-jihozápad, Šutka, Velká skála).

## Historie

### Prehistorie a vesnice
Území bylo osídlené odedávna. V místech usedlosti Kazanka bylo objeveno sídliště z mladší doby kamenné (vypichovaná keramika), odtud dále na východ bylo odkryto větší knovízské sídliště, v oblasti Podhoří byly objeveny pozůstatky halštatské kultury.[zdroj⁠?!]
Výšinné hradiště Na Farkách bylo osídlené v době věteřovské kultury (1500 př.n.l.) i v období bylanské a laténské kultury (8. až 1. století př. n. l.). Dnešní ulice Na Dlážděnce kopíruje trasu středověké cesty Dlážděnka, která vedla od holešovického brodu ke Kobylisům. Další cesta vedla kolem usedlosti Havránka. Třetí cesta vedla Drahaňskou roklí k roztockému brodu. Cesty byly propojeny stezkou podél pobřeží. Předpokládá se, že původní ves byla soustředěna mezi oběma výpadovými cestami na bohnickou plošinu, nebo že měla ves dvě jádra. Ve viničních knihách ze 16. století je zmíněna vinice na vrchu Hradiště u Holešovic, jímž je pravděpodobně míněn ostroh mezi údolím Dlážděnky a Vltavou a pravděpodobně zde bylo strážiště nad dálkovou cestou. Rovněž zmiňovanou vinici na Vrabí hoře se nepodařilo identifikovat. V oblasti jsou nalézány výhradně úsekové plužiny, po roce 1358 zde byly sázeny rozsáhlé vinice, které pak zanikly zejména za třicetileté války. V období baroka a renesance byly na vinicích budovány vily.
Ves v pobřežním pásu na úpatí svahů Bohnické plošiny ve středověku nesla název Zadní či Horní Ovenec či Ovnec (tehdejší Přední Ovenec dnes nese poněmčený název Bubeneč) (ov je staroslověnské označení berana). Nejstarší zmínka o obou Ovencích je v seznamu statků svatojiřského kláštera z 1. poloviny 13. století. Nalézal se zde knížecí ovčinec. Pravděpodobně šlo o dvě části osady po obou stranách brodu. Přesnější polohu oveneckého brodu se nepodařilo s určitostí zjistit, mapa neznámého autora z roku 1820 zaznamenává východisko přechodu Vltavy u bubenečského Císařského mlýna, kde také Václav Vojtěch ze Šternberka, stavebník Trojského zámku, chtěl zbudovat mostek. V roce 1433 je v Zadním Ovenci zmiňován mlýn, rybáři a dvě usedlosti v držení Mikuláše Sedláka. Z 16. století pochází řada zmínek o vysazování vinic zdejším mlynářem. V listině Rudolfa II. je Zadní Ovenec označen za ves, v 17. století se píše o dvou dvorech.

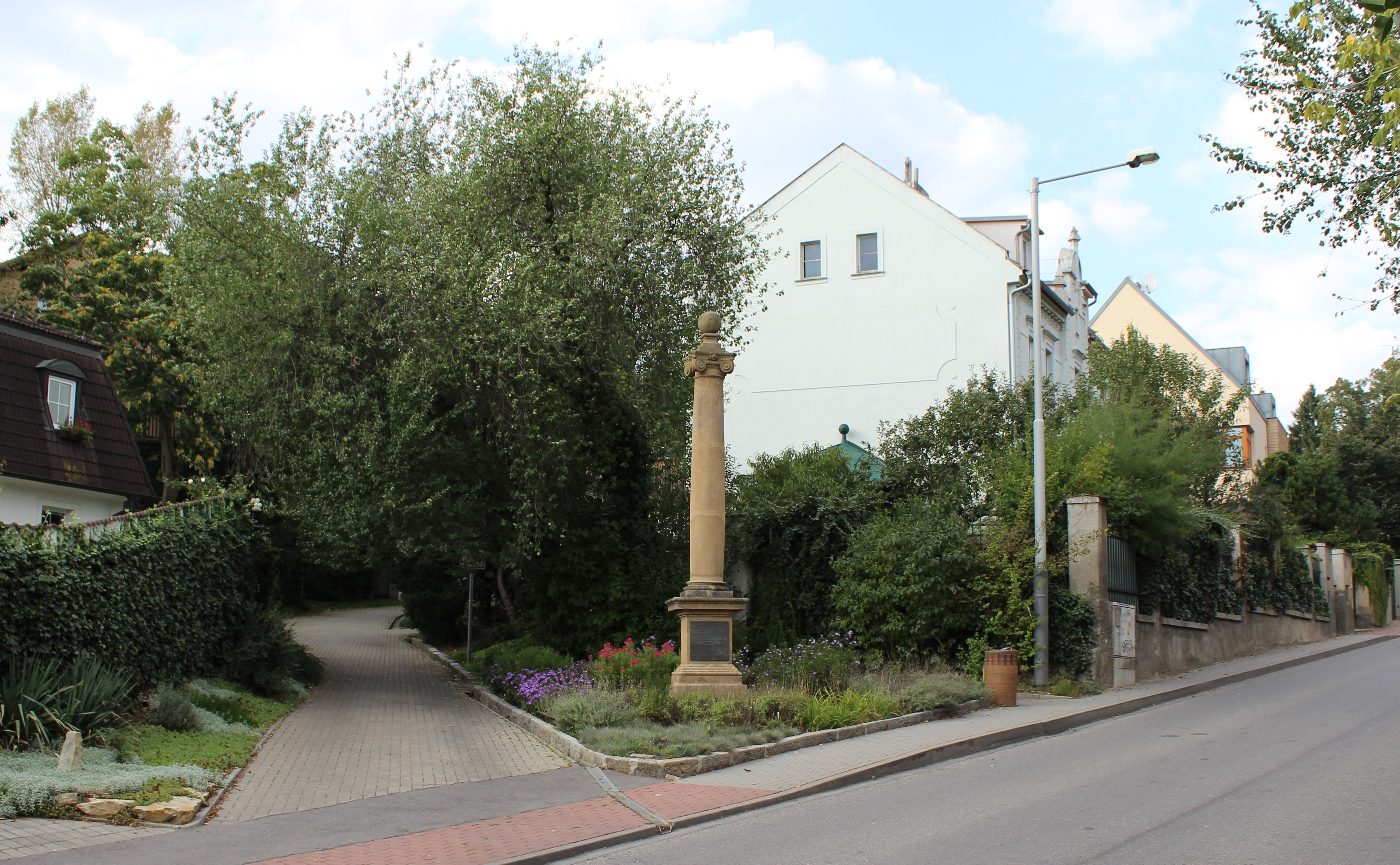
Morový sloup v Troji na paměť morových epidemií v 16. století

Koryto a pobřeží Vltavy se zde při povodních často měnilo, například na počátku 18. století vznikly proti Zadnímu Ovenci náplavem tři pusté ostrovy, mapa z roku 1743 v oblasti zobrazuje 11 ostrovů, v Josefinském katastru z roku 1785 jsou již popisovány jako jeden celek.
V letech 1683–1692 nechal Václav Vojtěch Šternberk postavit zámek, pravděpodobně na místě jednoho ze stávajících dvorů. Druhým z historických dvorů je č. p. 7 východně od zámku, který byl rovněž přestavěn. V původní poloze je mlýn č. p. 5 a v jeho sousedství byl postaven zámecký pivovar a panská hospoda čp. 4. V 18. století a první polovině 19. století se ves rozrůstala další drobnou výstavbou domků. Kvůli složitému terénu nepronikl do Troji velkoměstský typ výstavby, stavěly se zde jen vily a domky.

### Svobodova donace
Zdejší velkostatkář Alois Svoboda po dlouhých jednáních a nedlouho po připojení Troji k Praze věnoval 7. října 1922 rozsáhlé pozemky (o rozloze 82,0052 ha) včetně trojského zámku československému státu „k oslavě 70letých narozenin našeho prvního presidenta Tomáše Garrika Masaryka na památku založení naší Československé republiky a uctění dvěstěpadesátiletého výročí úmrtí Jana Ámose Komenského“ za účelem vybudování osvětových a sociálně humanitních zařízení ve prospěch mládeže původem i rasou československé v duchu a zásadách Jana Ámose Komenského. Notářský zápis o donaci popisuje: „Školy i ústavy vědecké, které budou tu zřízeny, mají nejen vyplniti mezery našeho školství všech stupňů, nýbrž mají býti přizpůsobeny novým methodám a směrům, podle nichž vyučování praktické má stejnou váhu jako theoretické. Zejména jest přihlížeti k potřebě škol pokračujících, neméně pak škol odborných, průmyslových, umělecko-průmyslových a obchodních, které napomáhají hospodářskému rozvoji národa. Doporučovalo by se, aby ústavy, které zde budou zřízeny, byly organizovány na stejných zásadách a v jednotném rámci a aby nescházely též školy vzorné a pokusné, v nichž lze ten který směr prakticky vyzkoušeti. Z oboru sociální péče, aby bylo mezi jinými pamatováno na kojence, sirotky a děti méně nadané. Tělesná výchova najde tu vhodné pole k všestrannému rozvinutí všech svých složek. Při stavbě budov mějž přednost systém pavilonový a celek budiž jedinou velkou obydlenou plochou.“ 6. října 1923 vláda Československé republiky dar usnesením přijala a správou Svobodovy donace pověřila Ministerstvo školství a národní osvěty. K přidělení pozemků bylo ustanoveno kuratorium a schůze ministerské rady Československé republiky 21. února 1924 schválila ke dni 31. října 1923 Jednací řád Kuratoria trojských nemovitostí, jehož předsedou byl ustanoven senátor Bohumil Němec, řádný profesor Ústavu pro fysiologii rostlin University Karlovy, čestným předsedou Alois Svoboda.
První konkrétní návrhy na využití pozemků souvisely s plány na zřízení zoologické a botanické zahrady, což navrhoval i sám dárce. 3. března 1924 předsednictvo ministerské rady republiky Československé schválilo rozhodnutí, „aby z ústavů a zařízení dárcem na darovaných nemovitostech projektovaných nejprve byla zřízena veřejná zoologická zahrada a veřejná botanická zahrada, která bude zároveň universitní zahradou university Karlovy v Praze, a „aby k těmto účelům bylo použito z darovaných nemovitostí: a) pro zřízení zoologické zahrady pozemků západně od trojského zámku ve výměře 8 ha a 93 m², b) pro zřízení botanické zahrady nemovitostí východně od trojského zámku zatím ve výměře 7 ha, 77 a, 52 m²“. 10. dubna 1924 se sešli zástupci Kuratoria a dárce a dohodli předání pozemků a zařízení k účelům zřízení zoologické zahrady a botanické zahrady k 1. říjnu 1924, ve 30. letech se pak jednalo o využití dalších pozemků. 24 hektarů bylo v roce 1928 na zoo převedeno pachtovní smlouvou na 99 let.
V prosinci 1926 začalo Ministerstvo školství a národní osvěty jednat o využití pozemků s pražskou městskou radou, ministerstvem sociální péče, ministerstvem veřejného zdravotnictví a tělesné výchovy. Nikdo z oslovených na nabídku nemovitostí nereflektoval, například ministerstvo sociální péče 24. ledna 1927 pozemky odmítlo s tím, že dosud nezřizuje a nehodlá zřizovat státní ústavy za účelem sociální péče o děti a mládež.
Profesor hygieny Stanislav Růžička, zakladatel eubiotiky a propagátor zahradních měst, a pedagog Eduard Štorch využili příležitosti a založili spolu družstvo Eubiotická škola a rodina, jménem jehož přípravného výboru zaslali 5. listopadu 1928 ministerstvu svou první žádost o propůjčení 10 až 20 ha pozemků na dobu cca 80 let. Chtěli zde vybudovat tzv. výchovnou osadu Růžičkov, komplex školských zařízení v duchu eubiotických zásad a pokrokových pedagogických přístupů. Růžička byl proto také odpůrcem využití pozemků pro účely zoologické zahrady na úkor původního hlavního účelu donace. Součástí dalších záměrů byla krom nejrůznějších zařízení od kojeneckých ústavů a sirotčince přes všechny typy a stupně škol až po ústavy pro vzdělávání dospělých i osada 50 až 80 rodinných domků pro rodiny nakloněné tomuto způsobu výchovy. Zámek měl sloužit jako Světové ústředí eubiotické. Kuratorium pro správu donace 13. února 1930 návrh obytné kolonie zamítlo s odůvodněním, že v darovací listině nenalezlo oporu pro záměr výstavby obytných domů, a také vzhledem k důvodným pochybnostem o finančním krytí výstavby a provozu budov. Zřízení a výstavbě všech navržených školních institucí však vyslovilo podporu. V říjnu 1930 se družstvo Eubiotická škola sloučilo s Československou eubiotickou společností zdravotnickou a ta se pak ještě dalších pět let neúspěšně pokoušela pozemky získat prostřednictvím hygienického ústavu lékařské fakulty Univerzity Komenského v Bratislavě, který Růžička vedl. 15. dubna 1935 kuratorium na základě expertnímu názoru profesorského sboru lékařské fakulty Univerzity Karlovy projekt definitivně zamítlo.

### Součástí Prahy
K 1. lednu 1922 se Troja stala součástí Velké Prahy, Troja jako jedna z 8 obcí dosavadního karlínského okresu. Až do roku 1949 byla přičleněna k Libni jako součást obvodu Praha VIII.
K 1. dubnu 1949 byla administrativně rozdělena na dvě části, horní část (na Bohnické plošině) zůstala v obvodu Praha 8, dolní část (při Vltavě) byla administrativně přičleněna k holešovickému obvodu Praha 7, tedy protějšímu břehu řeky. Toto rozdělení a začlenění zůstalo zachováno i při redukci počtu pražských obvodů ze 16 na 10 v roce 1960.
V 70. letech 20. století bylo na Bohnické plošině vybudováno sídliště Bohnice, jehož jižní část spadá do území Troji. Kolem roku 1999 firma IPB Real, a. s. nedaleko dokončila výstavbu sídliště Velká skála. Se zástavbou Kobylis splývá trojská oblast Na Šutce.
Se vznikem samosprávných městských částí k 24. listopadu 1990 obě části Troje zůstaly v jádrových městských částech svých obvodů, tedy dolní část v městské části Praha 7 a horní část v městské části Praha 8. K 1. lednu 1992 byla dolní Troja dodatečně vyčleněna jako nová, 57. městská část hlavního města Prahy, s názvem Praha-Troja.
Po povodních v roce 2002 začala být podél Troji obnovována a doplňována mohutná protipovodňová ochrana, tvořená kombinací valu a zdí.

### Největší povodně v historii Troji

#### Povodeň z 28.–30. 3. 1845
Povodeň z března roku 1845 byla jednou z největších povodní v Českých zemích do té doby. Evakuováno při ní muselo být asi 7000 obyvatel Prahy. Povodeň byla typickým případem zimní sněhové povodně, příčinou bylo tání sněhové pokrývky spojené s oteplením v druhé polovině března a nemalou úlohu při vzniku povodně hrály i vydatné srážky, jak uvádí ve své knize Kronyka čili dějepis wšech powodni poslaupných let, Od příchodu našich pradědů Českoslowanských až po letošní povodně hrůzné s wýstrahami poučlivými a pravidly opatrnosti.. : Od Wácslava Krolmusa český spisovatel a kněz Václav Krolmus. Zde je krátká ukázka:
„Roku 1845 welké neštěstí na Prahu, máti Čechů se přiwalilo, a hrůznau škodu učinilo.Začátek zimy byl powolný a mírný, ale w lednu téhož roku welmi se ztužilo, a silnými mrazy swírajíc až do konce března téměř třeskutá zůstala. K tomu tak neobyčejně, množstwí sněhů po wšech krajích země České napadlo, že w některých krajinách wíce jak na sáh ho leželo, a na Loketsku z Krušných hor se sněžné spausty swalowaly.“
(Kronyka čili dějepis wšech powodni poslaupných let, ...: Od příchodu našich pradědů Českoslowanských až po letošní povodně hrůzné s wýstrahami poučlivými a pravidly opatrnosti.. : Od Wácslava Krolmusa, strana 132, W Praze, 1845.)
V Praze začala voda stoupat dne 26. března, kulminačního průtoku 4500 m3·s−1 dosáhla 29. března ve 4:40 ráno. Dle Krolmuse bylo v Praze zatopeno 114 ulic a ve vodě stálo 946 domů. Na místě Karlova mostu prý šířka Vltavy přesahovala 1 kilometr. Jednalo se o stoletou vodu.

#### Povodeň z 2. 2. 1862
Povodeň z roku 1862 nevznikla na rozdíl od té v roce 1845 kvůli masivnímu tání sněhů, ale byla způsobena převážně masivními srážkami, dne 1. února napršelo v Praze 26,4 mm srážek, což je dosud nepřekonaný rekordní úhrn srážek za jeden den pro měsíc únor. Příčiny povodně lze dohledat v Pamětní knize Matěje Piherta z Netluk k roku 1862:
„Zima byla nestálá. Každý měsíc po úplňku tálo a  pak na nový měsíc hodně mrzlo. Ku konci ledna napadlo as na 3 palce sněhu a 30. a 31. ledna, pak 1.–2. února pořád pršelo, a poněvadž byla zem zamrzlá, voda náhle stékala. Z toho povstaly náramné povodně, které velké škody způsobily.“
(Pihert, strana 81)
Tato povodeň si vyžádala několik obětí na lidských životech, ale nikoli v Praze. Její kulminační průtok na území Prahy 3850 m3·s−1 a jednalo se o stoletou vodu.

#### Povodeň z 4. 9. 1890
Povodeň ze září roku 1890 byla typickým příkladem letní povodně – povodně zapříčiněné dlouhodobými srážkami. Už léto bylo ve znamení nadměrných srážek, ale bezprostředním důvodem vzniku povodně byly vydatné srážky na počátku školního roku.
4. září v 5:30 ráno došlo k neočekávané události. Po 106 letech (naposled v roce 1784) voda poničila Karlův most, spadly 3 oblouky a 2 pilíře byly vyvráceny. Tato povodeň si vyžádala mnoho obětí, už v noci z 3. na 4. září zahynulo 20 vojáků v Karlíně, při poničení Karlova mostu zemřelo několik dalších lidí. Nejvyššího průtoku dosáhla Vltava v Praze 4. září kolem 21. hodiny, průtok činil 3980 m3·s−1, zatopeno bylo téměř 4000 domů. Značky této povodně můžeme dodnes najít například pod Vyšehradem, Na Kampě (dům U  obrázku Panny Marie) a mnoho dalších. Hodnota N-letosti u této povodně dosáhla hodnoty 100.

#### Povodeň z 14. 8. 2002
Povodeň z roku 2002 byla asi největší a nejničivější povodeň v historii České země. Byla to povodeň letního typu, příčinou byly dlouhotrvající vydatné deště na téměř celém území České republiky. Povodeň se dělila na 2 vlny. 1. vlna začala 7. srpna, kdy husté deště začaly rozvodňovat řeky na jihu Čech. 8. srpna byla zaplavena různá jihočeská města, například řeka Malše zaplavila část Českých Budějovic. 9. srpna voda opadla, ale bylo jasné, že přijdou další srážky. 11. srpna začalo opět na jihu Čech hustě pršet, ale předpokládalo se, že 2. vlna bude mírnější než 1. 12. srpna se ovšem ukázalo, jak špatný předpoklad to byl, pod vodou se ocitlo mnoho jihočeských měst a mnoho lidí muselo být evakuováno. Byl vyhlášen stav nouze pro několik krajů, mezi nimi i Prahu. 13. srpna byl vyhlášen stav nouze i pro Ústecký kraj. V Praze už probíhá evakuace ohrožených oblastí. 14. srpna se průtok Vltavy v Praze neustále zvyšoval, odpoledne Vltava v Praze kulminovala s průtokem 5160 m3·s−1. V následujících dnech začínal průtok Vltavy v Praze klesat, ovšem Labe v Ústí nad Labem kulminovalo až 16. srpna. Na Litoměřicku se Labe rozlévalo až do okolí 10 kilometrů.
Následky povodně byly katastrofální, o život přišlo 17 lidí, postižena byla také Zoo Praha, kde přišlo o život 134 zvířat. Dále bylo po celé České republice postiženo 753 obcí a muselo být evakuováno 225 000 obyvatel.
Celková škoda dosáhla 73,3 miliardy Kč, přičemž škoda za 6 miliard byla způsobena v pražském metru, kde voda kompletně zaplavila 17 stanic (Malostranská, Staroměstská, Můstek, Anděl, Karlovo náměstí, Národní třída, Můstek, Náměstí Republiky, Florenc, Křižíkova, Invalidovna, Palmovka, Českomoravská, Vysočanská, Nádraží Holešovice, Vltavská, Florenc).

## Doprava
Již ve druhé polovině 90. let 19. století navrhoval František Křižík pokračování své elektrické dráhy Praha–Libeň–Vysočany směrem do Troji.
Doprava v jinak poklidné západní části dolní Troji je ovlivněna zejména velkou návštěvností komplexu zoologické a botanické zahrady. Podél řeky projíždí s krátkými intervaly zastávková autobusová linka 112, která je v sezóně tradičně posilována různými typy rychlíkových linek, vše od stanice metra Nádraží Holešovice. Vybrané spoje linky 112 zajíždějí až do Podhoří, nejsevernější trojské osady.
K 5. květnu 1977 byla Trojskou ulicí (údolím Dlážděnky) vybudována tramvajová trať spojující Holešovice a Kobylisy jako náhrada za zrušenou trať v libeňské ulici V Holešovičkách, která se stala součástí Severojižní magistrály. Trojská trať byla původně zamýšlená jako provizorní, nachází se na ní mimořádné stoupání až 80,15 ‰, nejstrmější v dnešní pražské tramvajové síti. Původně se počítalo s tím, že by v Troji měla stanici linka C pražského metra, která ji podchází, ale z úsporných důvodů byla z plánů vypuštěna. Budovaný Nový Trojský most spojuje východní Troju s oblastí u nádraží Holešovice, u trojského předmostí vchází do tunelu Blanka pod Vltavu budovaný Městský okruh.
Několikrát bylo navrhováno vedení tramvajové trati z oblasti dnešní zastávky Trojská po protipovodňovém valu směrem k zoologické zahradě. V současné době tento záměr není obsažen ani v územním plánu města, ani ve strategických investičních plánech Dopravního podniku hl. m. Prahy. Některé studie počítají s dopravním propojením, včetně tramvajového, po zamýšleném novém mostě směrem od Podbaby.
Dopravní obsluha horní Troji navazuje na obsluhu Kobylis a Bohnic. Je zajišťována autobusy. Plány na oblouk linky C metra přes Bohnice i na zavedení trolejbusů v oblasti Bohnické plošiny v návaznosti na krátkou variantu trasy metra byly opuštěny.

## Objekty

### Vodní toky
- Vltava
- Haltýřský potok

### Zajímavé objekty
- Zoo Praha
- Botanická zahrada hlavního města Prahy
- Trojský zámek
- Trojský jez
- Slalomová dráha Troja
- Císařský ostrov
- Trojský mlýn
- Trojský dvůr
- Havránka
- Na Farkách
- Vinice svaté Kláry s kaplí svaté Kláry
- Pelc-Tyrolka
- Pomník mistra Jana Husa
- Diplomatická čtvrť Troja

### Mosty
- Most Barikádníků
- Trojská lávka
- Trojský most
- Trojský tramvajový most

## Další fotografie

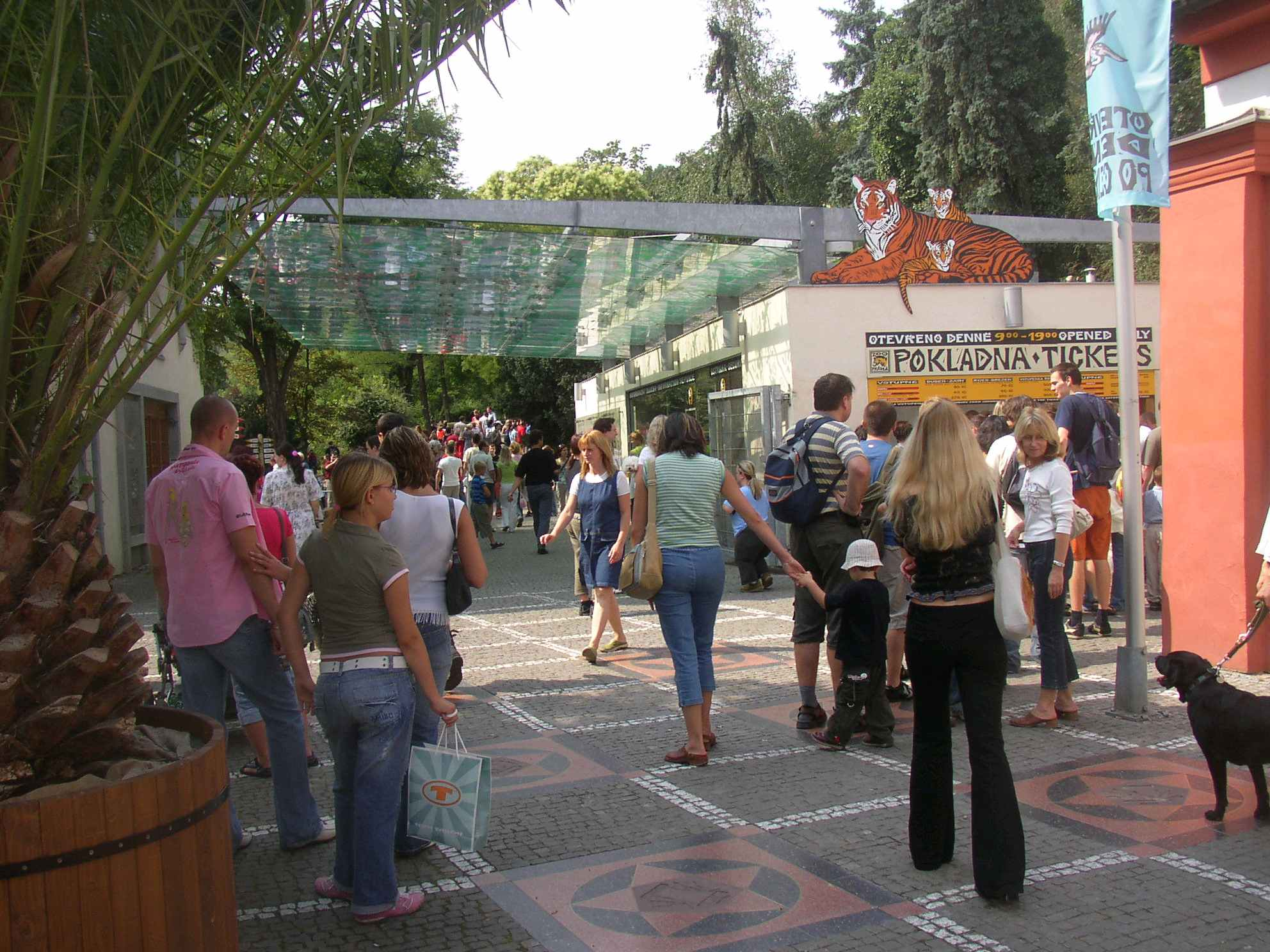
Vchod do Zoo Praha
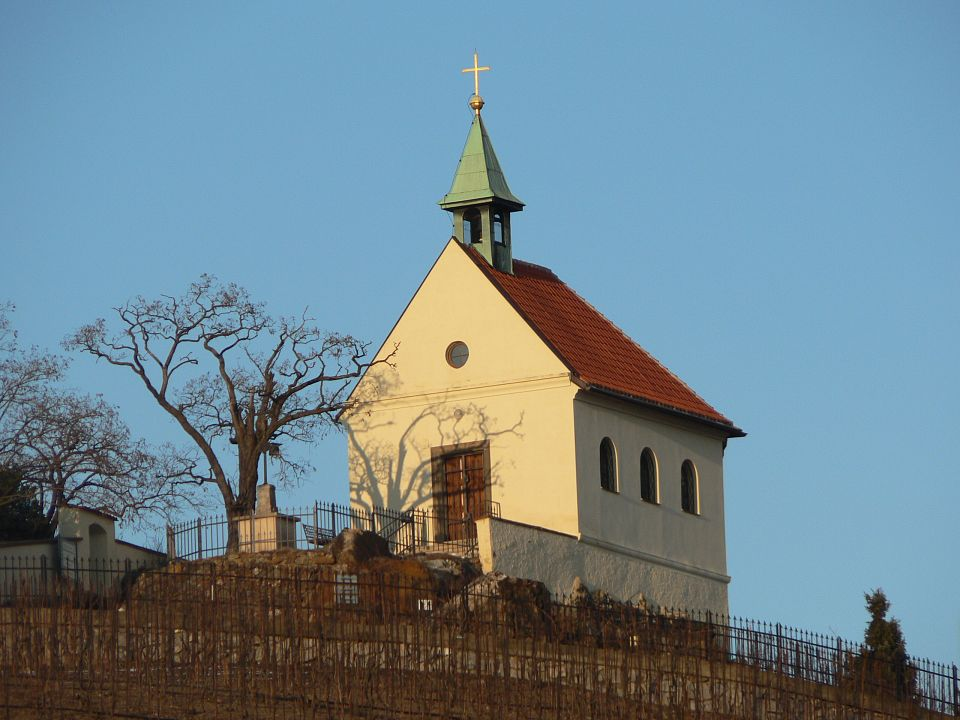
Kaple svaté Kláry
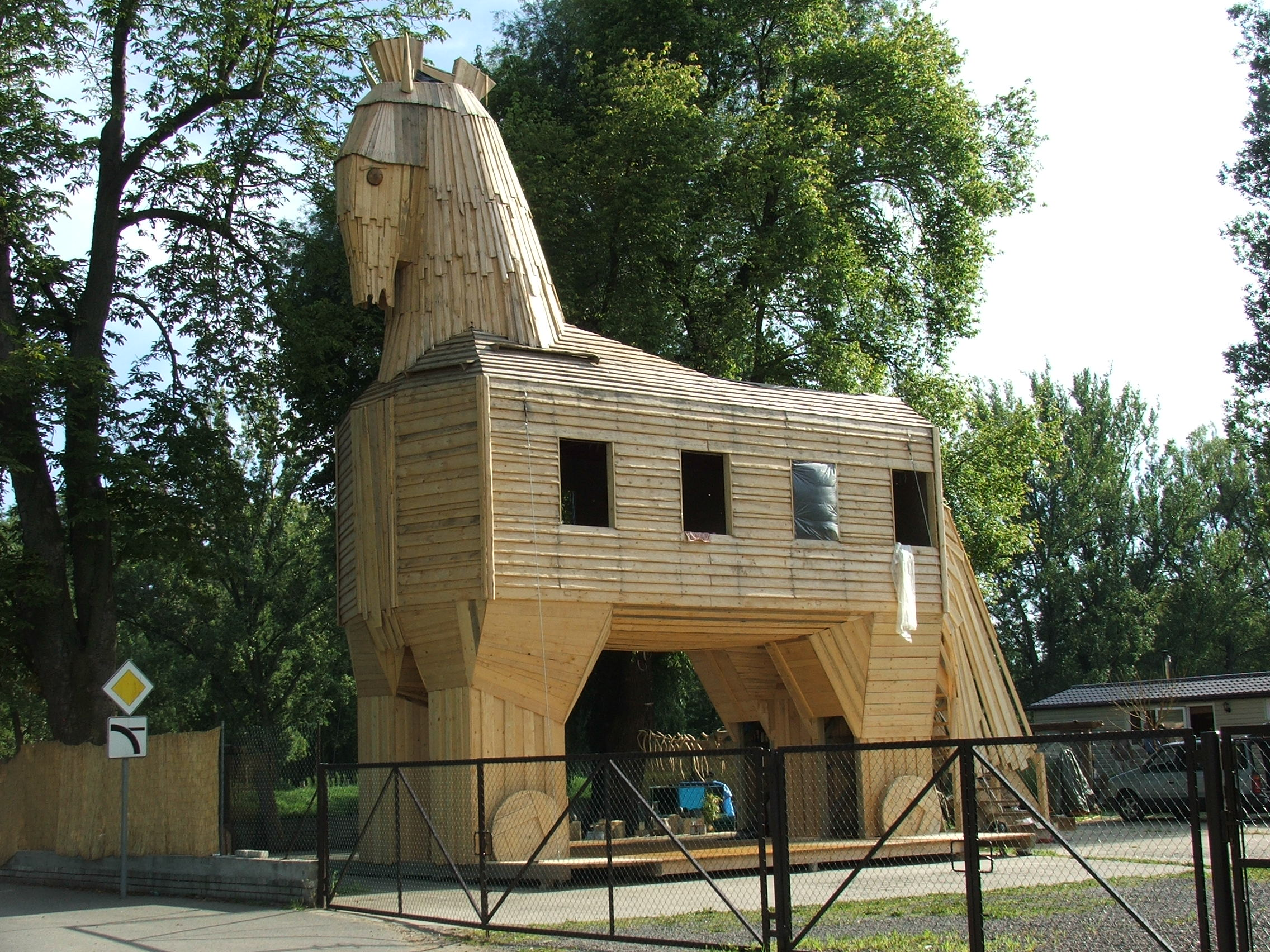
Trojský kůň na Císařském ostrově v Bubenči
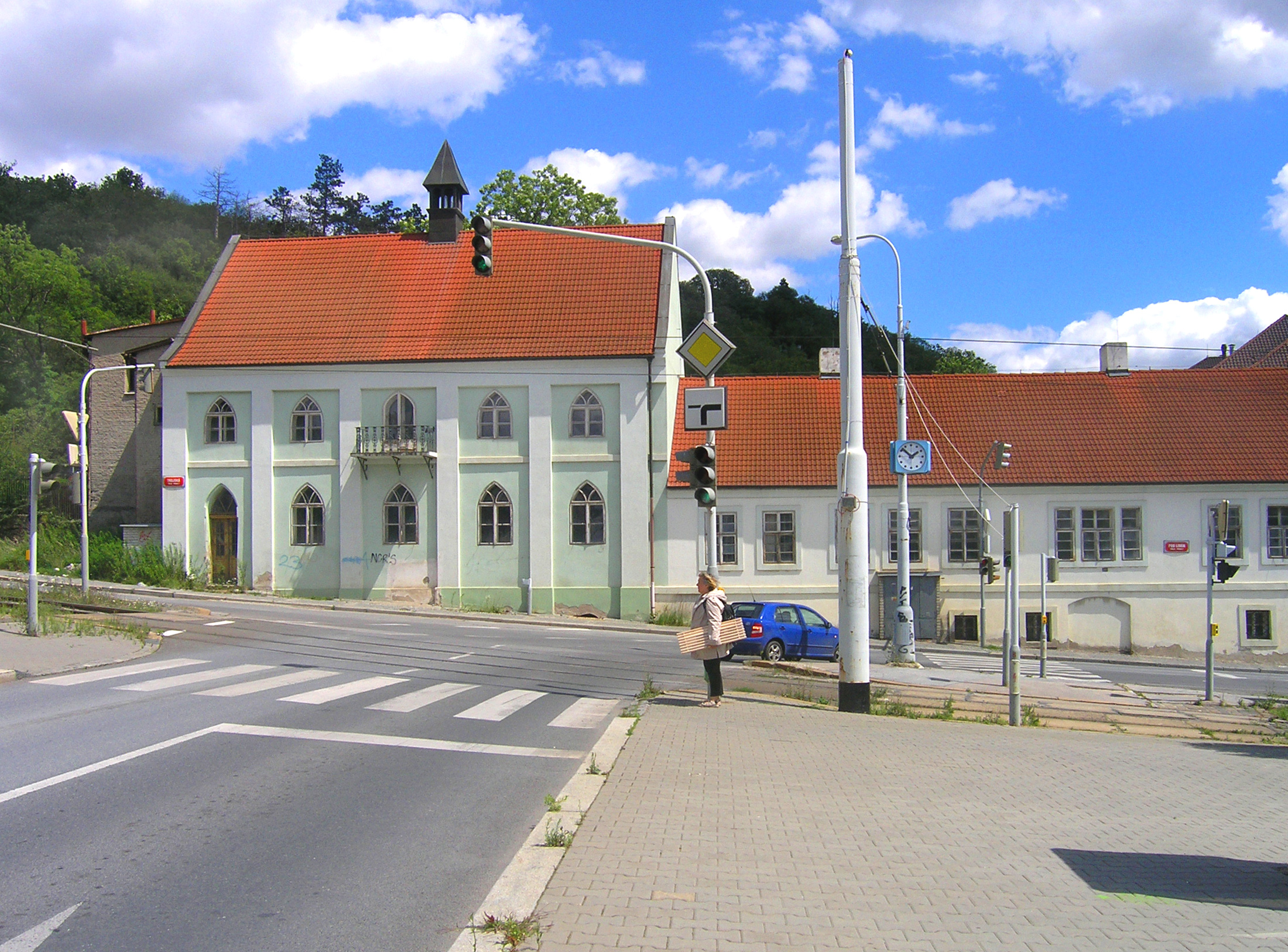
Trojská ulice

## Sousední čtvrti
- Holešovice
- Kobylisy
- Bohnice
- Bubeneč
- Libeň